# Leonello d'Este
Leonello d'Este (21. září 1407, Ferrara – 1. října 1450, Voghiera) byl od roku 1441 markýzem z Ferrary.

## Život
Narodil se ve Ferraře jako druhý ze tří nelegitimních synů Niccoly d'Este a jeho milenky Stelly de' Tolomei. Vládu nad městem zdědil v roce 1441.

### Vláda
Ferrara se za Leonellovy vlády stala jedním z nejvýznamnějších renesančních center v Itálii. Leonellovým učitelem a rádcem byl Guarino Veronese, básník a humanista, jeden z těch, kteří vzbudili v Itálii zájem o Byzanc a starověké řecké autory. Na dvoře Leonella d'Este se sešlo mnoho významných humanitních a renesančních básníků, matematiků, malířů i sochařů: humanista Angelo Decembrio, matematik a astronom Giovanni Bianchini (1410–1469), malíři Antonio Pisano, Andrea Mantegna a Piero della Francesca, architekt Leon Battista Alberti či básník Tito Vespasiano Strozzi.